# 日野秀彦
日野 秀彦（ひの ひでひこ）は、背骨の歪みを整えて不調を改善する運動プログラム背骨コンディショニングの創始者であり一般社団法人背骨コンディショニング協会の代表理事である。

## 来歴
北海道生まれ。日本の大手スポーツクラブの第1期フィットネスディレクターとして、フィットネス、アスリート、不定愁訴改善などの運動プログラムを開発・プロデュースした。独立後は、背骨の歪みを整えて不調を改善する独自の運動プログラムである「背骨コンディショニング」を創始した。背骨コンディショニングは、西洋医学では、動かない、若しくは数ミリ単位でしか動かないとされている仙腸関節をセンチ単位で動かし、仙腸関節を起点に全身を調整しようとするプログラムである。日野は、その改善メカニズムを「仙腸関節可動理論」「神経牽引理論」「骨のずれによる代償姿勢と症状」に整理して説明する。

## 所属
- 日本イエス・キリスト教団札幌羊ヶ丘教会 教会員[2]
- 一般社団法人背骨コンディショニング協会代表理事
- 公益財団法人日本健康スポーツ連盟プロフェッショナル生涯スポーツトレーナー

## 受賞歴
- NEXT AWARD トレーナー・インストラクター・オブ・ザ・イヤー2015 プログラムディレクター部門 最優秀賞受賞[3]

## 講演
2021年12月4日 - 有明セントラルタワー （東京都江東区有明３丁目７−１８ ）にて公益財団法人日本健康スポーツ連盟、日本メディカルフィットネス研究会主催メディカルフィットネスフォーラム『〜背骨の歪みが原因〜神経の異常伝導による身体の不具合を運動で改善させる方法』を講演

## 書籍

### 著書
- 『20万人の腰痛を治した！背骨コンディショニング』（2014年、アチーブメント出版、ISBN 978-4-905154-72-3）
- 『DVDでよくわかる！20万人の腰痛を治した！背骨コンディショニング』（2015年、アチーブメント出版、ISBN 978-4-905154-89-1）
- 『足と腰の痛み 我慢するほど悪くなる』（2016年、アチーブメント出版、ISBN 978-4905154952）
- 『背骨コンデショニングで坐骨神経痛は治る!』（2017年、主婦の友社、ISBN 978-4074221905）
- 『首のこりと痛みが消えた! 背骨コンディショニング』（2017年、主婦の友社、ISBN 978-4074240944）
- 『生涯スポーツトレーナー技術編　背骨コンディショニングインストラクター教本』（2018年、学校法人国際学園 九州医療スポーツ専門学校、ISBN 978-4434245992）
- 『生涯スポーツトレーナー技術編　背骨コンディショニングパーソナルトレーナー教本』（2018年、学校法人国際学園 九州医療スポーツ専門学校、ISBN 978-4434249303）
- 『生涯スポーツトレーナー技術編　背骨コンディショニングスペシャリスト教本』（2018年、学校法人国際学園 九州医療スポーツ専門学校、ISBN 978-4434254086）
- 『一生痛みのないカラダをつくる 《背骨コンディショニング》』 （2018年、日本文芸社、ISBN 978-4537216462）
- 『自宅で簡単にできる！ゆがみを整える《背骨コンディショニング》』（2021年、日本文芸社、ISBN 978-4537218947）

### 監修
- 『わかさ2015年8月号　座骨神経痛が四動作で消えた20万人実践の背骨コンディショニング体操』（2015年、わかさ出版）
- 『寝るだけで腰痛が消える！ 仙骨枕つき背骨コンディショニング（T JMOOK）』（2016年、宝島社、ISBN 978-4-8002-5689-8）
- 『二度と腰痛に悩まない! 大殿筋トレーニングバンドつき背骨コンディショニング (TJMOOK)』（2016年、宝島社、ISBN 978-4800267078 ）
- 『一個人2016年12月号　腰スッキリ！背骨コンディショニング』（2016年、KKベストセラーズ）
- 『脊柱管狭窄症を自力で治す! 背骨コンディショニング (TJMOOK) 』（2017年、宝島社、ISBN 978-4800271273）
- 『腰らく塾　2017年夏号　狭窄症の激痛・しびれが消え５００人以上が手術を回避！引きつれた神経をたった４動作で解放！【背骨コンディショニング】大公開』（2017年、わかさ出版）
- 『腰らく塾　2017年秋号　続報30万人が実践し狭窄症の５００人以上が手術を回避した根治体操【背骨コンディショニング】に未公開のすごい効力アップ法発見』（2017年、わかさ出版）
- 『an・an2017年10月25日号　現代女子の骨の悩み③坐骨神経痛』（2017年、マガジンハウス）
- 『腰らく塾　2018年冬号　頸部脊柱管狭窄症・頸椎症の手・腕・肩の激痛・しびれが続々軽快し今話題！首の【背骨コンディショニング】初公開』（2018年、わかさ出版）
- 『わかさ2018年3月号　メニエール病のめまいがピタリとやんだ！突発性難聴の回復例も！30万人が行う背骨コンディショニング』（2018年、わかさ出版）
- 『わかさ2018年9月号　改善率96%の特効体操！全国の自治体ジムで行列ができる背骨コンディショニング最新大全』（2018年、わかさ出版）
- 『TJMOOK　寝るだけで腰らくらく！仙骨枕つき　背骨コンディショニング』（2020年、宝島社、ISBN 978-4299002839）